# Werner Metzen
Werner Metzen (* 6. September 1945 in Andernach; † 24. April 1997 in Girona, Spanien) war ein deutscher Unternehmer. 

## Leben
Metzen war ein sehr erfolgreicher Unternehmer und Lebemann, er war als gelernter Kaufmann bei der Karstadt AG tätig, machte sich selbständig und hatte seit 1988 eine Firma mit 38 Filialen unter dem Namen Metzen-Warenhandelsgesellschaft mbH angemeldet. Er war Inhaber von Ramschläden (38 in Deutschland, Stand April 1997) und Handelsketten, u. a. in Düsseldorf. Sein Firmensitz war Walldorf bei Heidelberg, der juristische Sitz aber an der Werner-Metzen-Straße in Nauendorf bei Gera.
Bekannt war Metzen vor allem für seinen exklusiven Lebensstil und als „Ramschkönig“ oder „Glatzenmillionär“ (Vermögen 30 Millionen DM). Sein Geschäftsmotto lautete „Teures billig“. Nach Aussage von Metzen kauften seine Kunden bei ihm nicht, weil sie etwas benötigten, sondern weil es billig war. Die Handelsware stammte aus Konkursmasse, Überproduktion oder Auslaufmodellen. Besonders nach der Wiedervereinigung hatte Metzen massenhaft Ware aus alten DDR-Betrieben und ehemaligen NVA-Beständen übernommen, teilweise sogar kostenlos. Zwischenzeitlich beschäftigte Metzen Carl Alexander Prinz von Hohenzollern.
Metzen starb, nachdem er am 23. April 1997 wegen eines Schlagaderdurchbruchs in die Klinik kam, am Abend des Folgetages. Nach seinem Tod wurde sein gesamter Besitz versteigert. 
Sein Sohn Lars, eines von Metzens fünf Kindern (eine Tochter und vier Söhne), übernahm später das Geschäft und stellte das Betriebskonzept um, indem er auf „Edelramsch“ setzte. Aufgrund dieser Entscheidung ging die Firma, nachdem sie beinahe zwei Jahre keinen Gewinn mehr einbrachte und nach mehrfacher Konkursmeldung, pleite. Lars Metzen schrieb verschiedene Bücher über seinen Vater.